# Sofi Tsedaka
Ne pas confondre avec le rituel du judaïsme Tsedaka.
Sofi Tsedaka, née à Holon le 26 octobre 1975, est une actrice, chanteuse, présentatrice de télévision et femme politique israélienne issue de la communauté samaritaine de Holon.
Née dans une famille de Samaritains israéliens, Sofi Tsedaka s'est officiellement convertie au judaïsme avec ses frères et sœurs, à l'âge de 18 ans. Elle a joué et chanté dans diverses émissions de télévision et sur des cassettes vidéo pour enfants. Elle a aussi publié quelques singles à la radio israélienne.
Sofi Tsedaka a également doublé Ella (jouée par Anne Hathaway) pour la version en hébreu du film Ella au pays enchanté.
En 2006, elle a été candidate pour les Verts aux élections à la Knesset, mais n'a pas été élue. Plus récemment, elle a publié un CD intitulé Barashet (la prononciation samaritaine de Bereshit, le Livre de la Genèse), qui contient les premiers versets de la Torah samaritaine.
Elle a deux enfants (nés en 1997 et 2011).